# Lamont (Wisconsin)
Lamont es un pueblo ubicado en el condado de Lafayette en el estado estadounidense de Wisconsin. En el Censo de 2010 tenía una población de 314 habitantes y una densidad poblacional de 6,07 personas por km².

## Geografía
Lamont se encuentra ubicado en las coordenadas 42°42′00″N 90°0′25″O / 42.70000, -90.00694. Según la Oficina del Censo de los Estados Unidos, Lamont tiene una superficie total de 51.71 km², de la cual 51.71 km² corresponden a tierra firme y (0%) 0 km² es agua.

## Demografía
Según el censo de 2010, había 314 personas residiendo en Lamont. La densidad de población era de 6,07 hab./km². De los 314 habitantes, Lamont estaba compuesto por el 99.36% blancos, el 0% eran afroamericanos, el 0% eran amerindios, el 0.64% eran asiáticos, el 0% eran isleños del Pacífico, el 0% eran de otras razas y el 0% pertenecían a dos o más razas. Del total de la población el 0% eran hispanos o latinos de cualquier raza.